# Giovan Battista Langetti
Giovanni Battista Langetti ou Giambattista Langetti (Gênes, 1625 - Venise, 1676) est un peintre baroque italien du XVIIe siècle, qui a été actif à Gênes, à Rome et à Venise, où il a fini sa vie.

## Biographie
Giovan Battista Langetti fait son apprentissage avec Gioacchino Assereto, puis Pietro da Cortona, et enfin avec Giovanni Francesco Cassana.
Il se rend à Venise en 1655 où il rencontre très vite le succès. Il y est sensible aux œuvres néo-caravagesques que Luca Giordano y réalise, et devient rapidement le chef de file des tenebrosi, courant défini par Lanzi à la fin du XVIIIe siècle. Il représente vieillards, philosophes, prophètes et personnages mythologiques, dans un style fortement contrasté qui accentue le caractère dramatique des gestes. Il témoigne ainsi du nouveau sentiment religieux qui s'installe à Venise après la peste de 1630 et qui médite sur la fragilité de l'homme.
Il a également peint des portraits historiques pour des familles de la Vénétie et de la Lombardie.
Il a influencé Johann Karl Loth (1632-1698) et Antonio Zanchi.

## Œuvres
- Le Suicide de Caton, et Tantale enchaîné deux huiles sur toile, Salle Lazzarini, Ca' Rezzonico Venise
- La Rencontre de Diogène et d'Alexandre (v. 1650), huile sur toile, 142 × 133 cm, pinacothèque Querini-Stampalia, Venise[2]
- Saint Jérôme (~1658), huile sur toile, 84 cm × 76 cm, Musée national de Belgrade
- Samson (~1660), huile sur toile, 128 × 97 cm, galerie du palais Mozzi Bardini, Florence[1]
- Samson (1665), huile sur toile, Galeries de l'Académie de Venise[3]
- Christ flagellé à la colonne (~1670), Galeries de l'Académie de Venise[4]
- Christ couronné d'épines (1665-1670), Galeries de l'Académie de Venise[5]
- Peinture au Palazzo Pianetti de Jesi
- Peinture au Palazzo Pepoli Campogrande, Bologne
- Le Tentazioni del Filosofo, musée de Rimini

- Darius assassiné- Castres, musée Goya
- La mort de Caton, Musée des Beaux-Arts de Pau

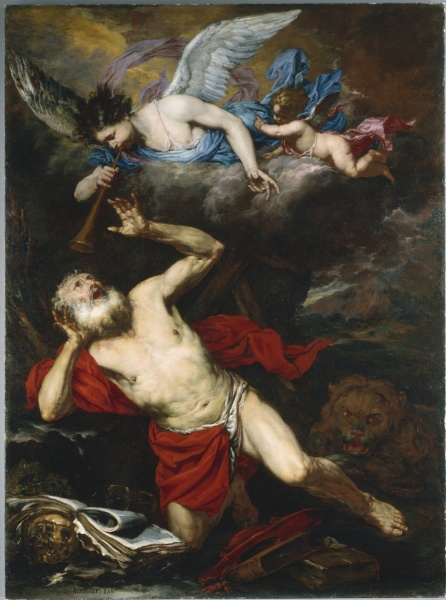
La Vision de saint Jérôme
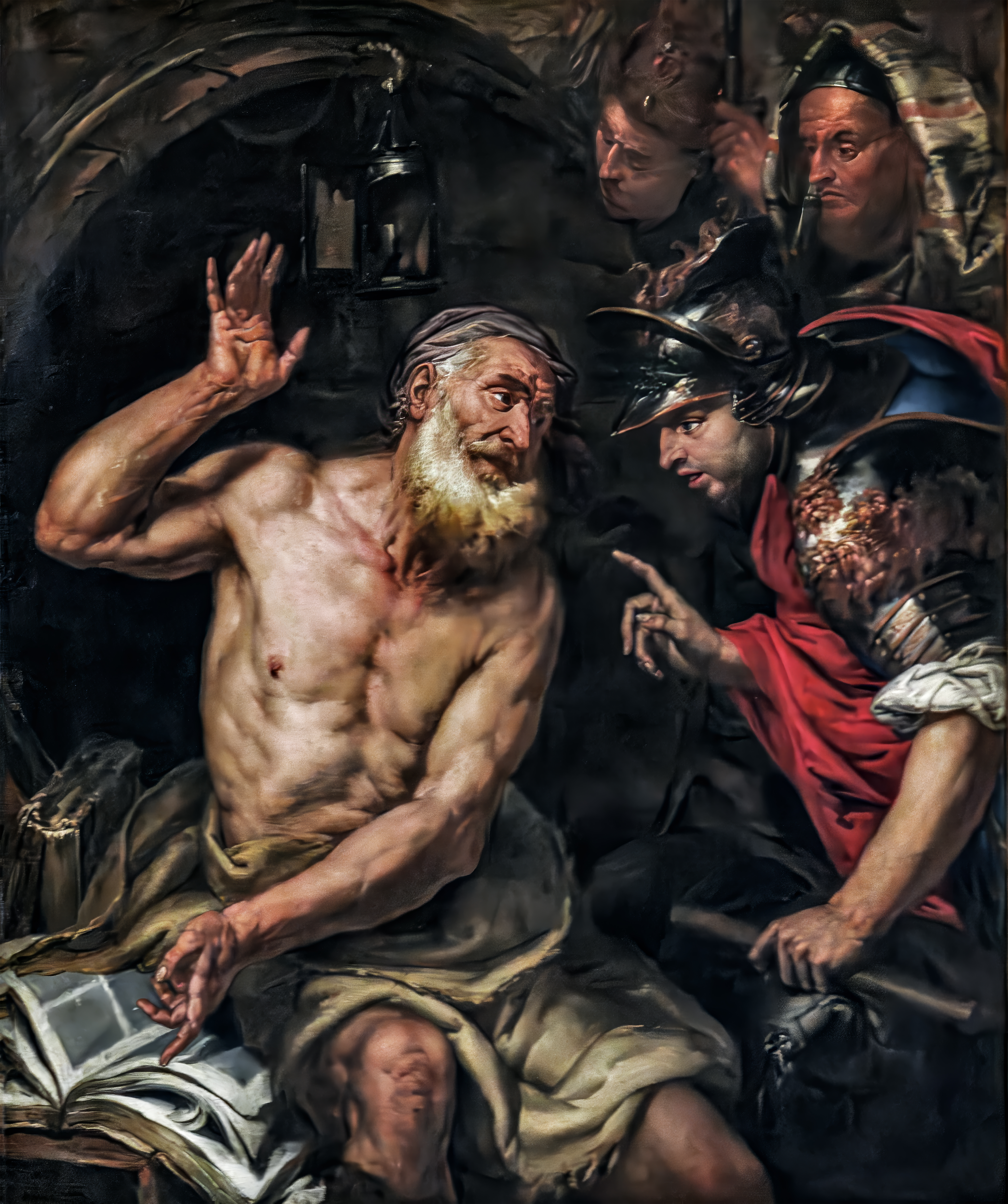
La Rencontre de Diogène et d'Alexandre  Version de la Pinacoteca Querini Stampalia
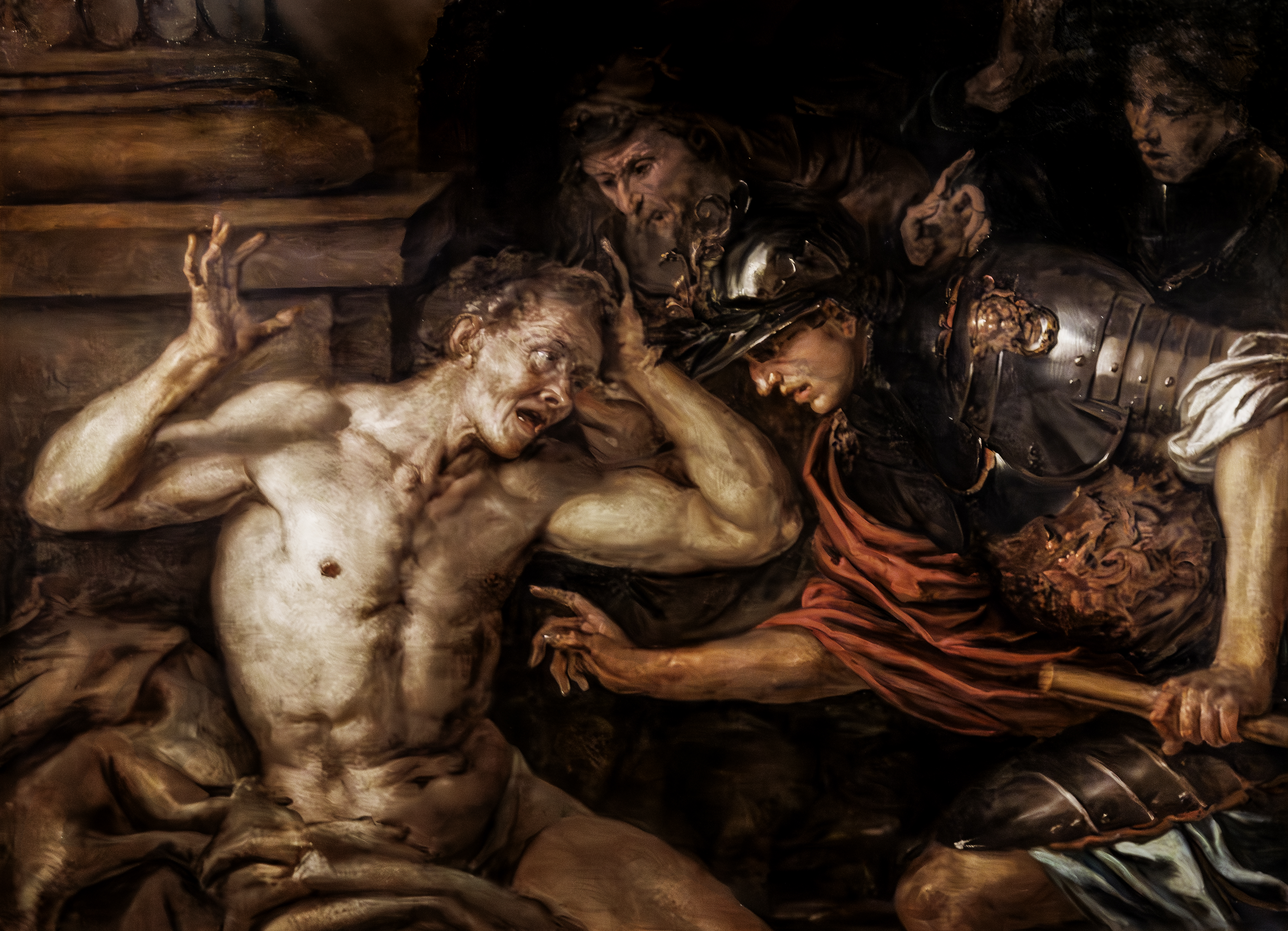
'La Rencontre de Diogène et d'Alexandre  Version de la Pinacoteca Egidio Martini
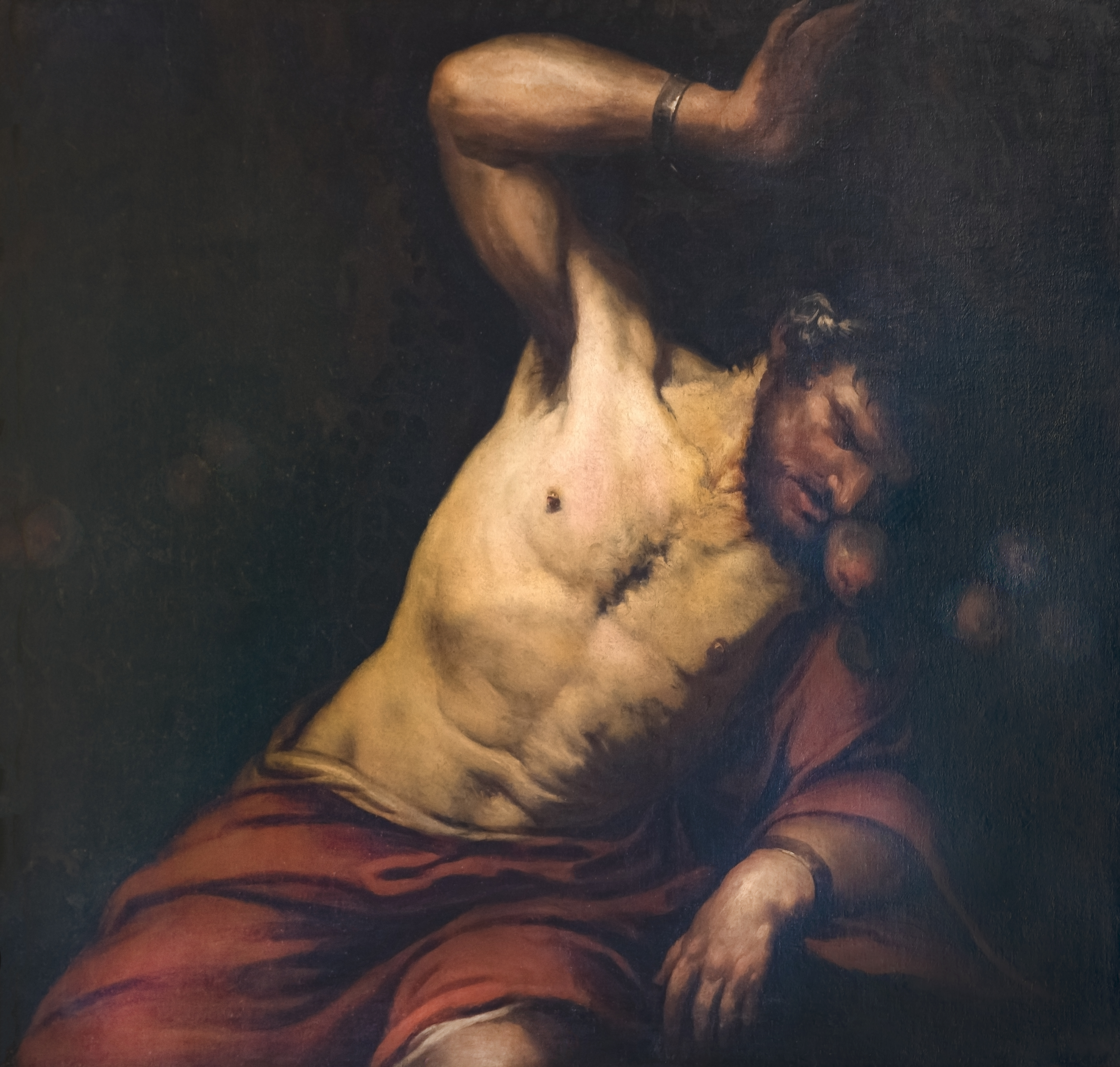
Tantale enchaîné
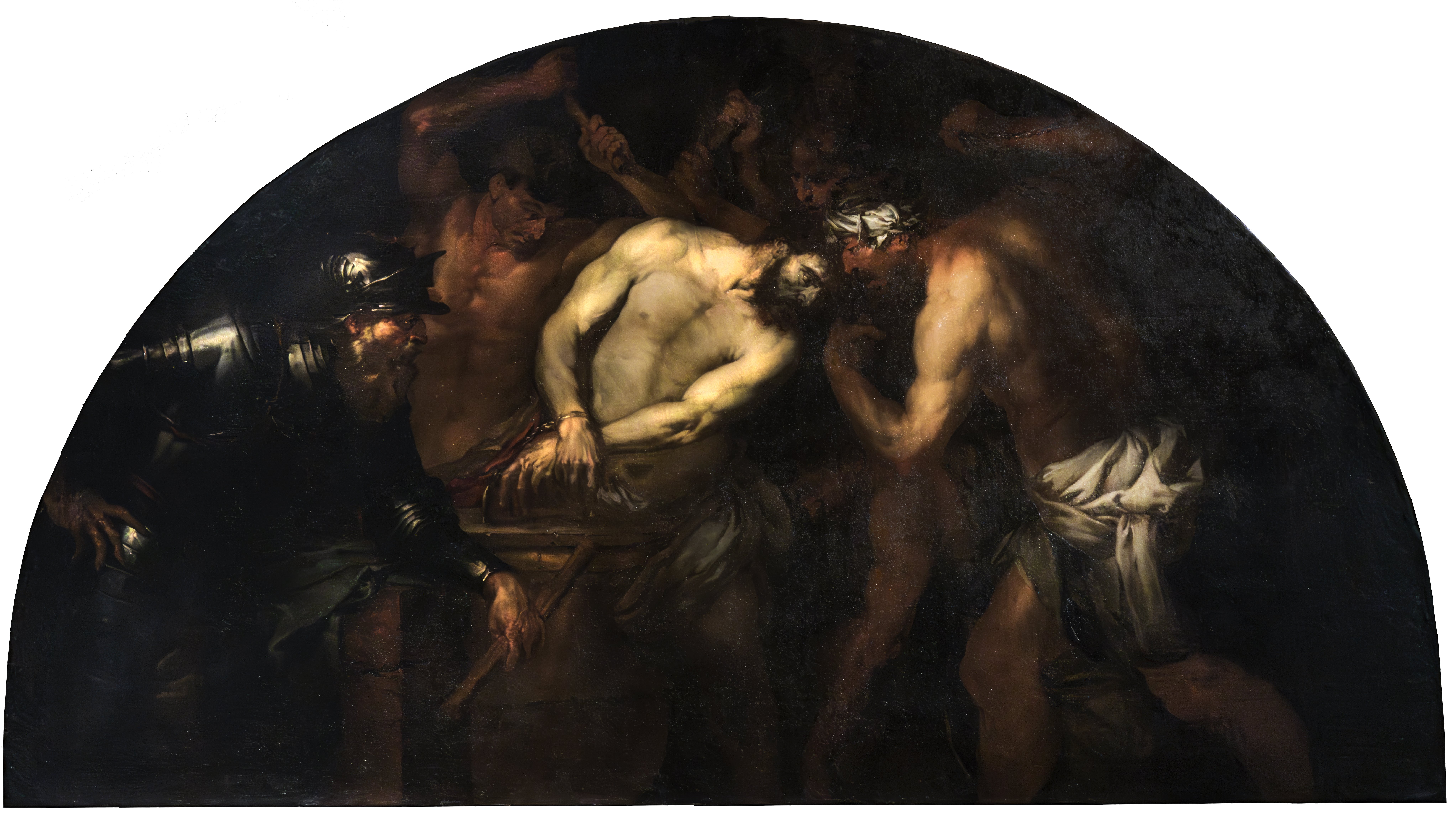
Christ flagellé à la colonne
Christ couronné d'épines
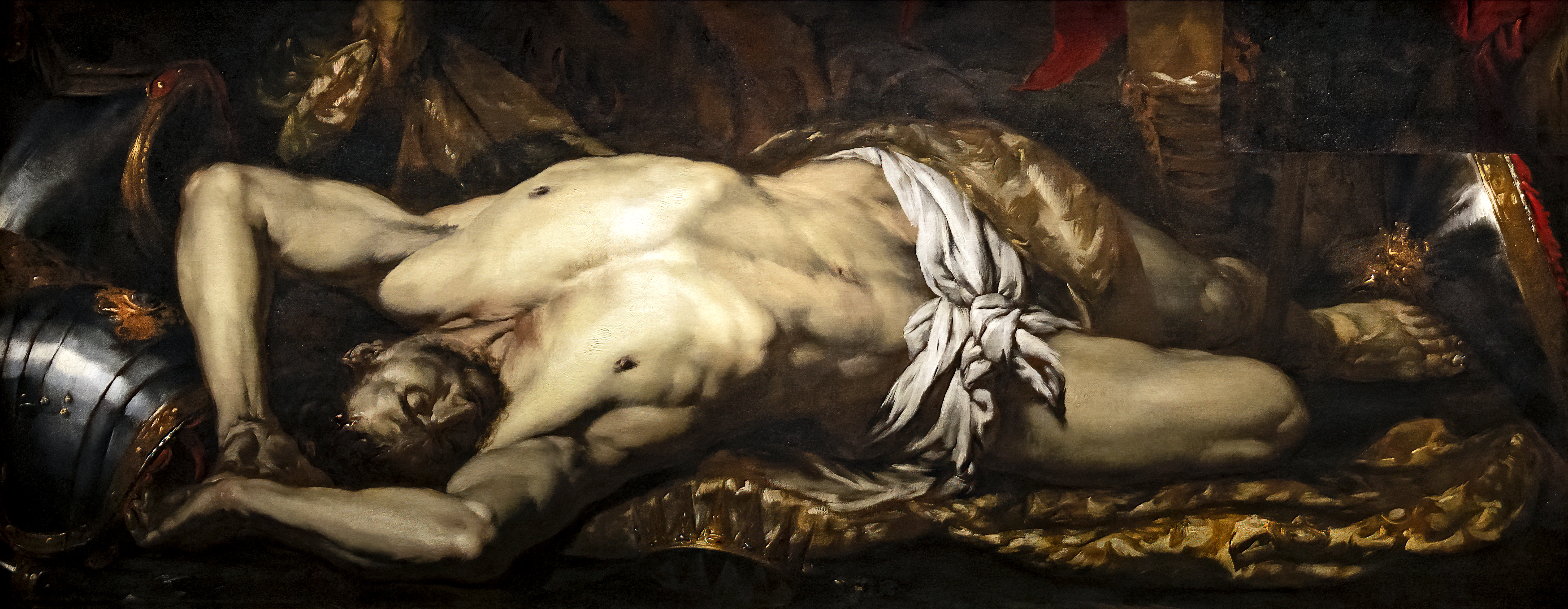
Darius assassiné
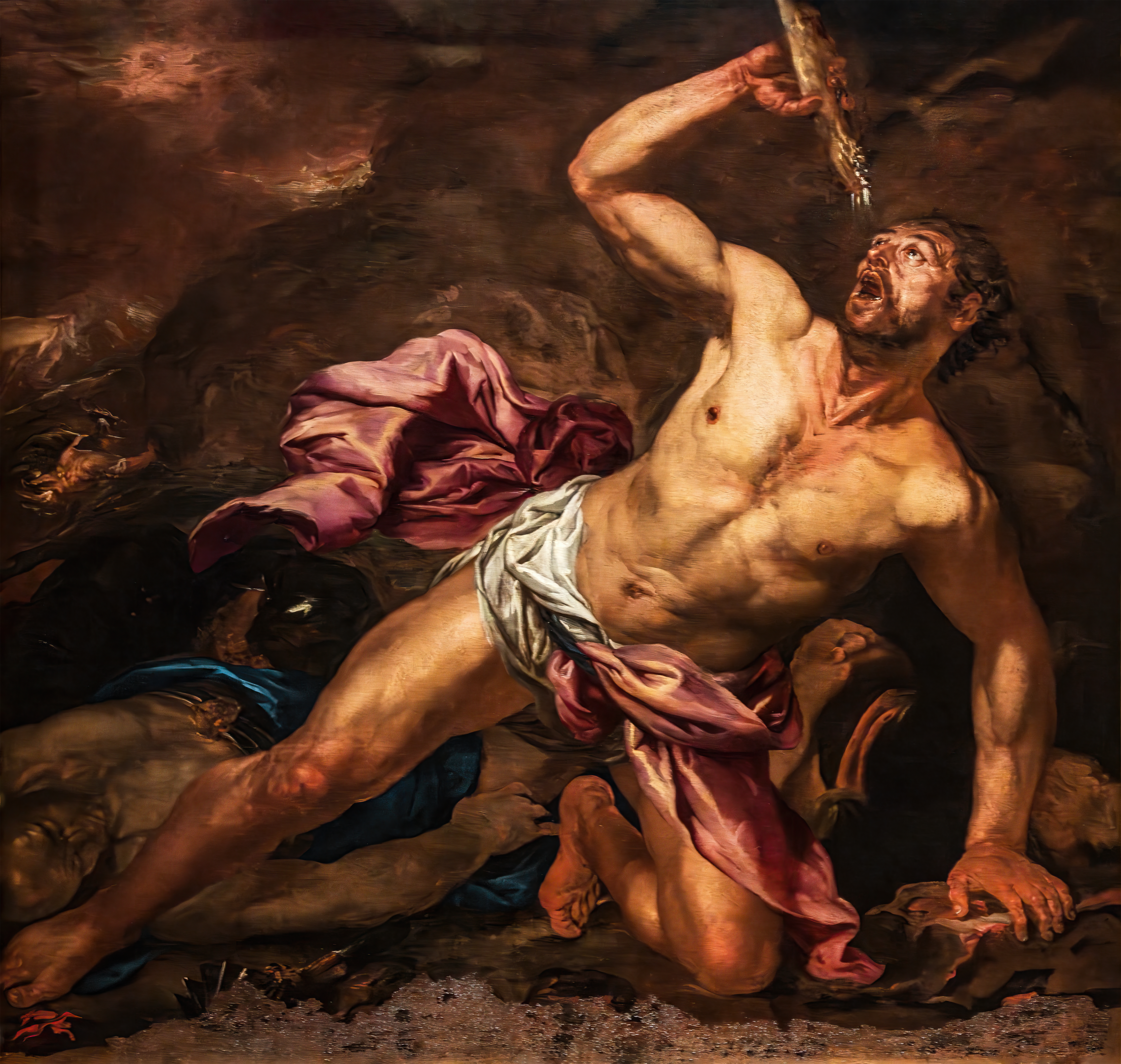
Samson Galeries de l'Académie de Venise
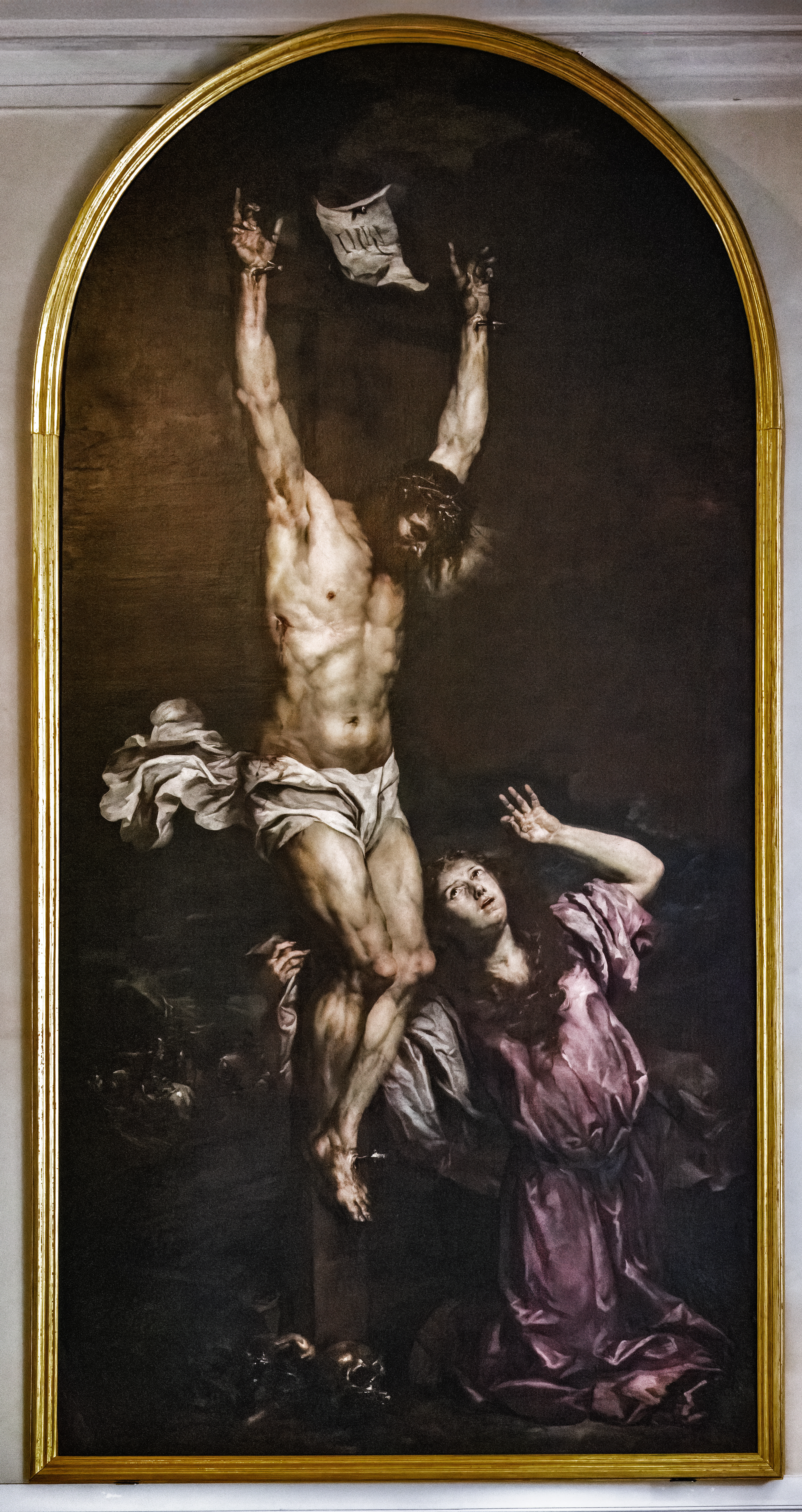
Christ en croix et Marie Madeleine Ca' Rezzonico Venise